# ناماتانائی
ناماتانائی یکی از شهرهای استان ایرلند نو، واقع در کشور پاپوآ گینه نو است.